# Eemshotel
Het Eemshotel is een buitendijks gelegen hotel bij de Nederlandse stad Delfzijl. Het hotel is in de Eems gebouwd op achttien pilaren en telt drie bouwlagen, waarvan de onderste etagevloer zich op 8,5 meter boven NAP bevindt. Het gebouw telde aanvankelijk elf hotelkamers en een restaurant. Het aantal kamers werd later uitgebreid tot twintig.
Het hotel werd in 1965 gebouwd op initiatief van boer en zakenman Arend Willem Ritzema uit Holwierde. Het ontwerp was van het Delfzijlse architectenbureau Delken en Rozema. Rijkswaterstaat was aanvankelijk niet erg gecharmeerd van een hotel in de kustwateren en wilde niet meewerken, maar met de hulp van de toenmalige burgemeester van Delfzijl werden uiteindelijk de benodigde vergunningen toch verkregen. Opdrachtgever Ritzema overleed echter nog voor de voltooiing. De eerste jaren ging het hotel meerdere malen failliet.  In 1978 werd een verdieping aan het pand toegevoegd,
In 2008 rankschikte de Volkskrant het Eemshotel als een van de beste 10 eetgelegenheden met het mooiste uitzicht ter wereld. In 2009 werd wederom een verdieping aan het pand toegevoegd.
In 2018 werd de toegangsbrug naar het gebouw aangepakt, daarbij werd de kap verwijderd en een groot nieuw terras boven zee werd aangelegd.
Anno 2025 staat het hotel te koop.

## Afbeeldingen

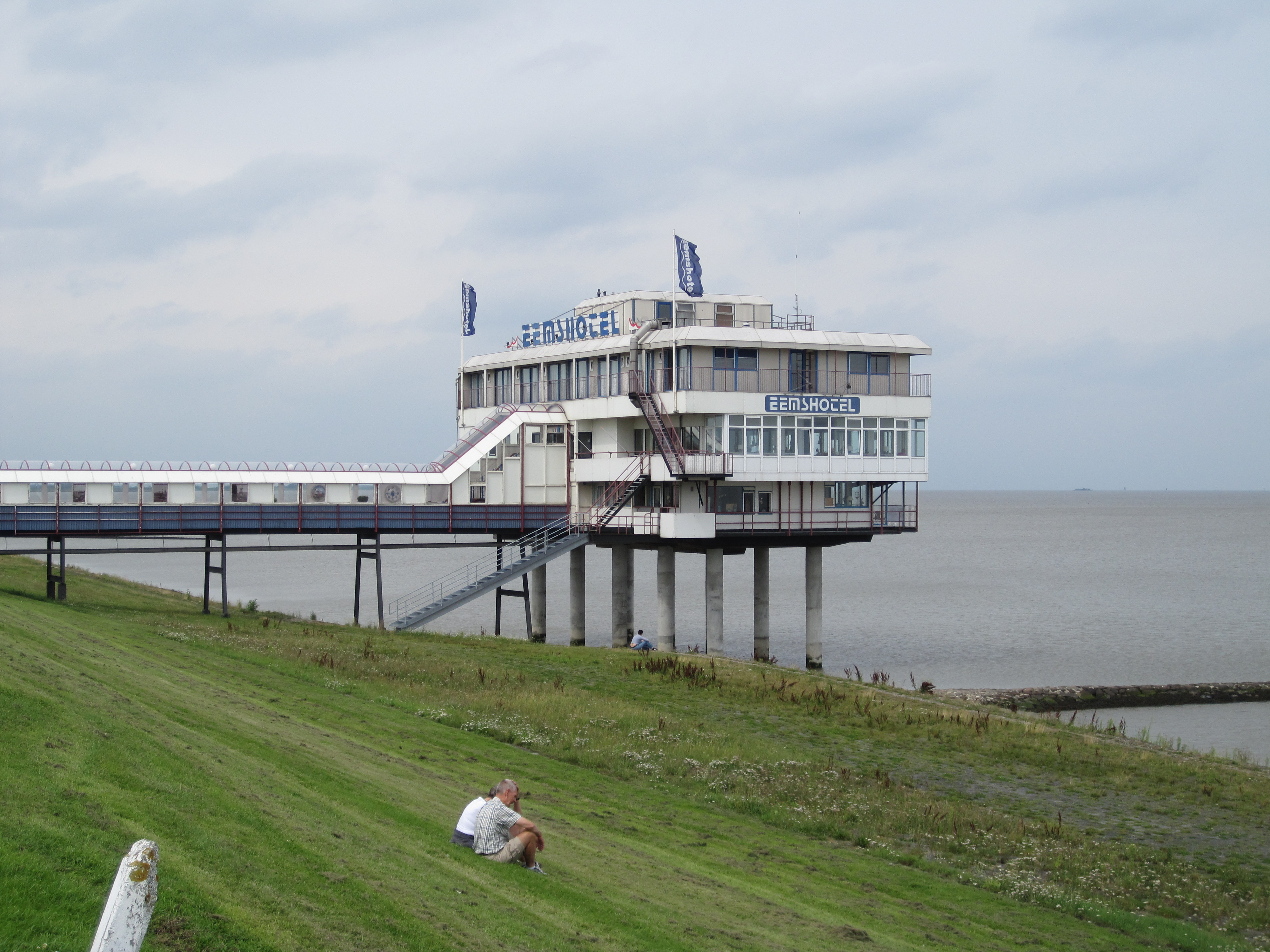
Het Eemshotel met de oude overdekte loopbrug
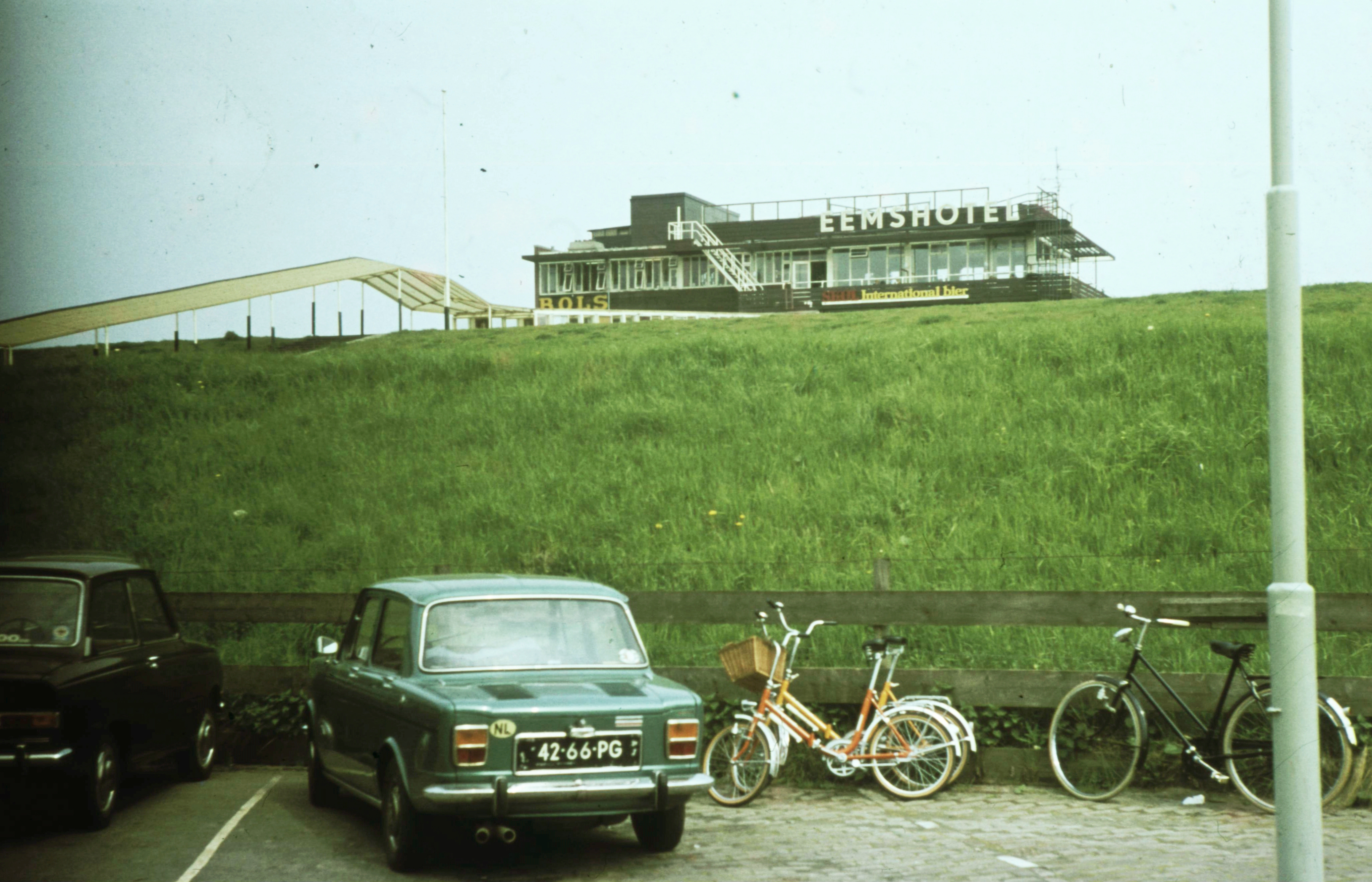
Gezien over de dijk (1969)
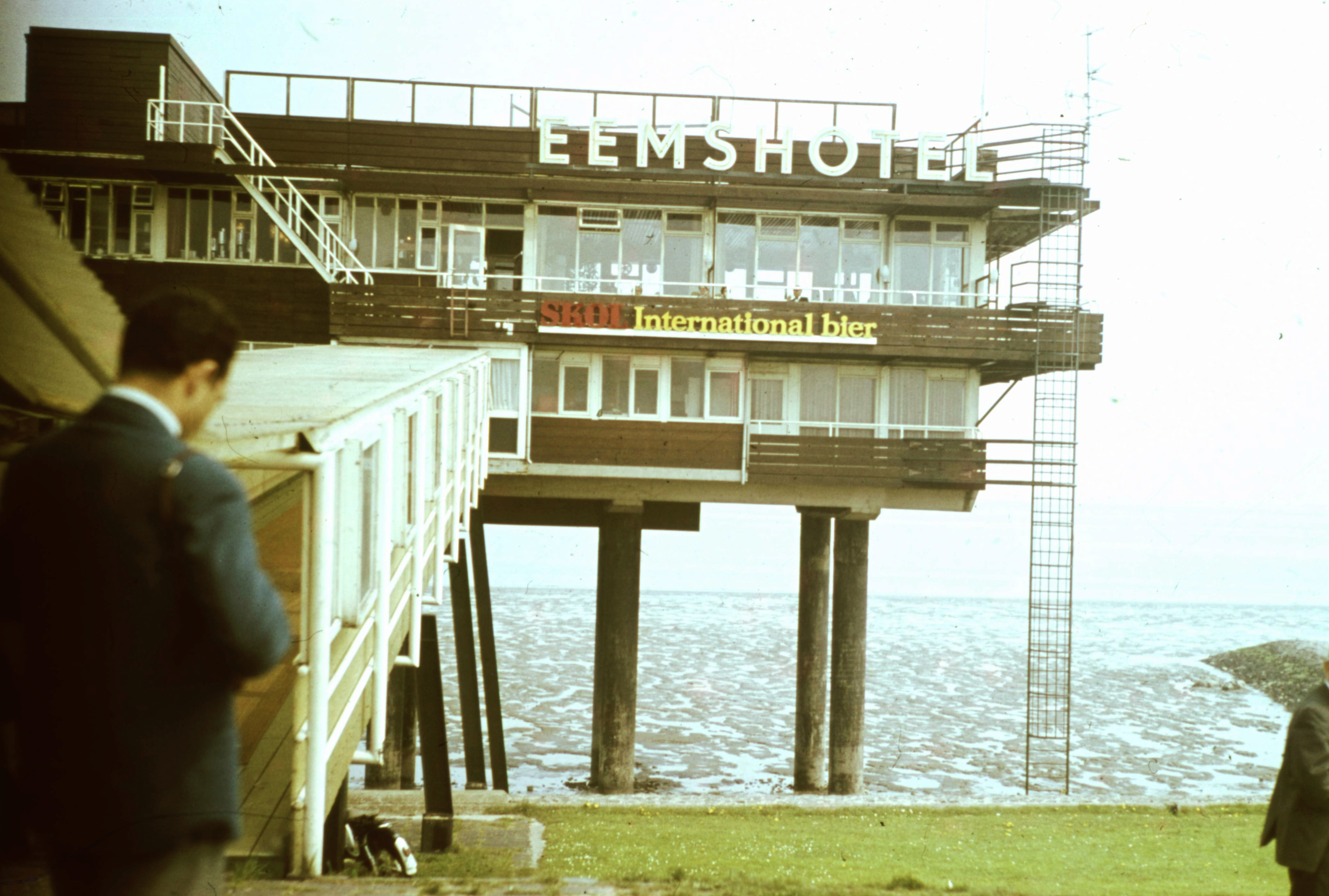
Vooraanzicht (1969)
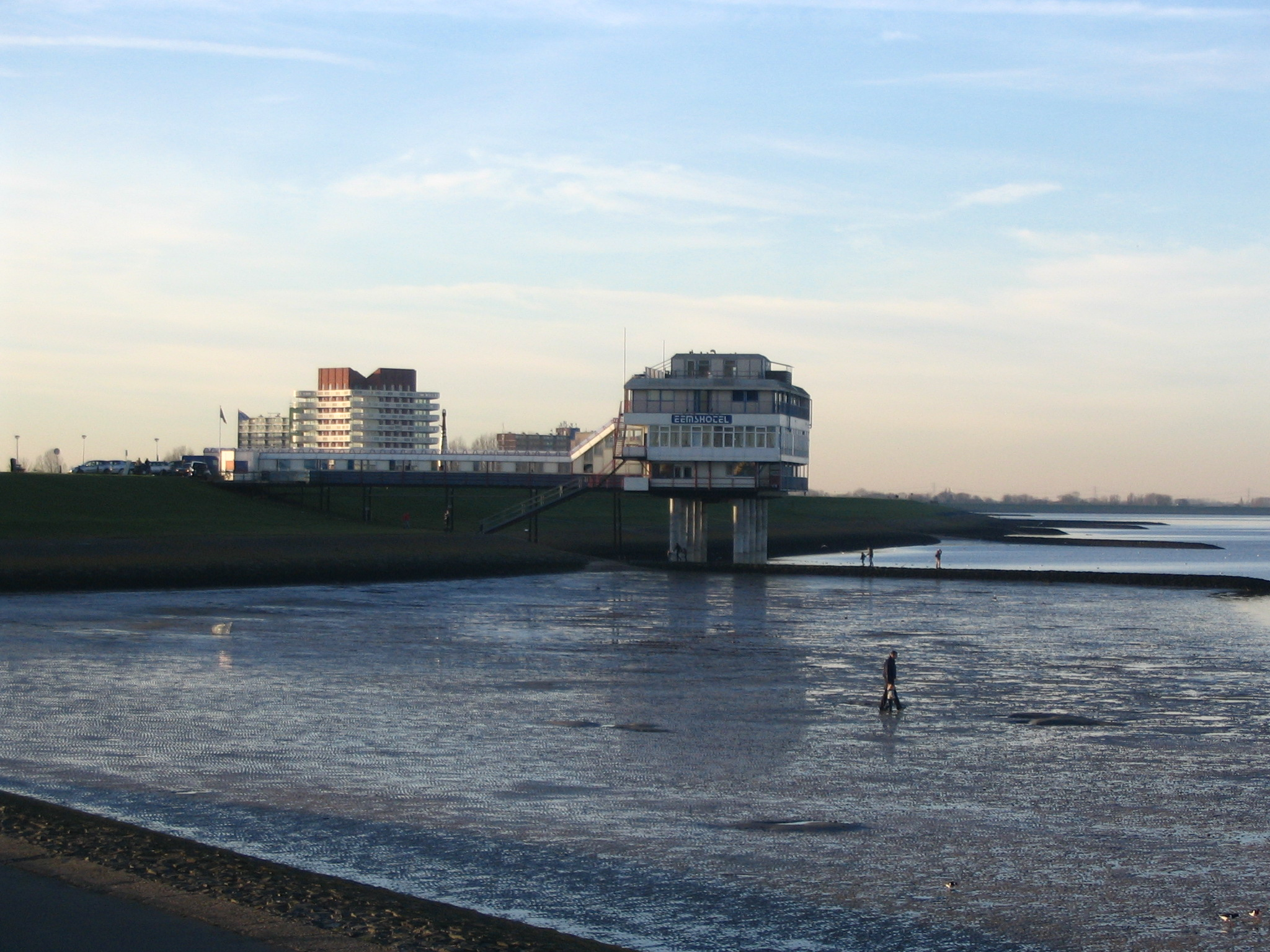
Eemshotel vanaf het strand gezien (2008).
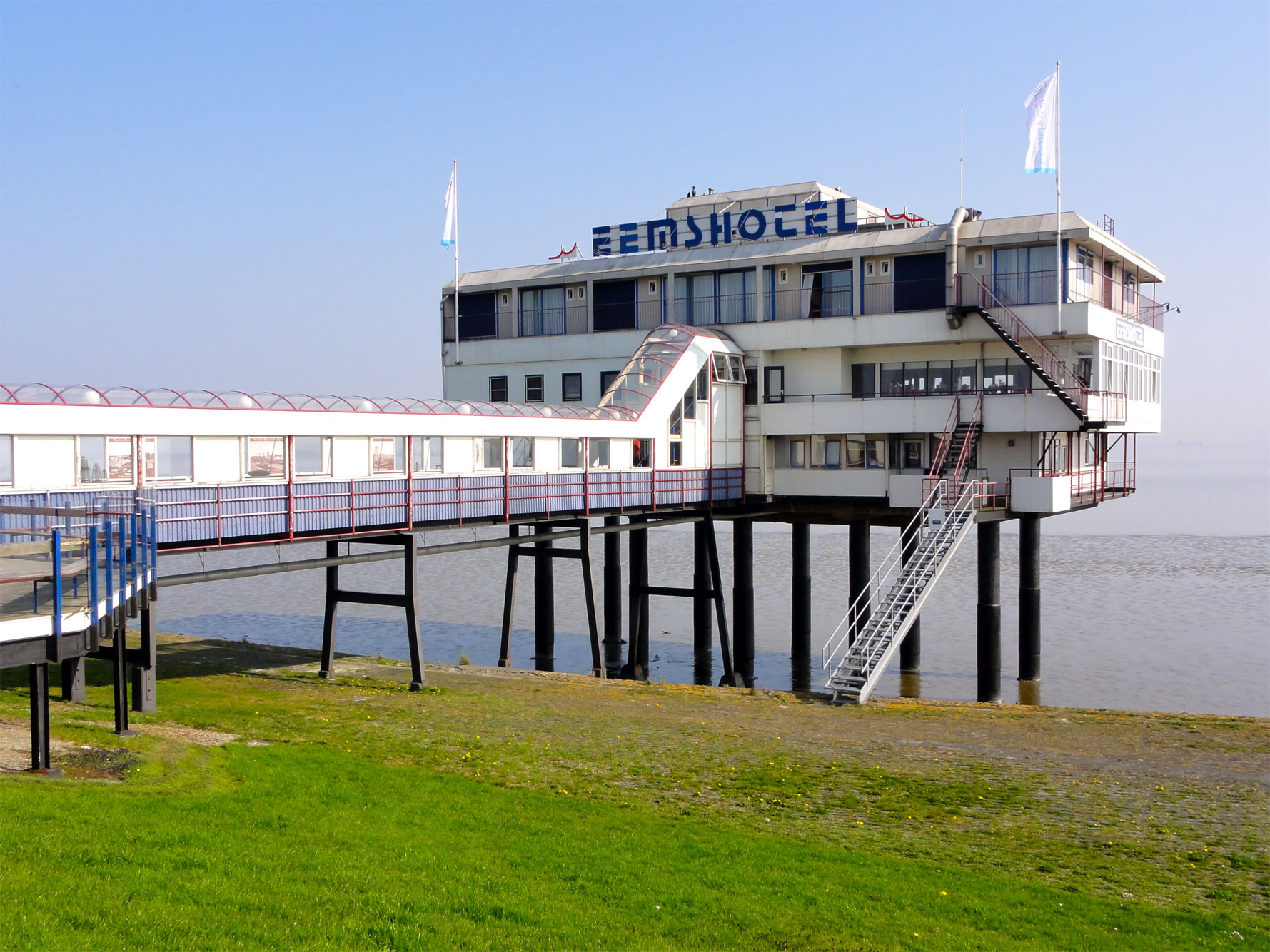
Aanzicht schuin van voren (2011)
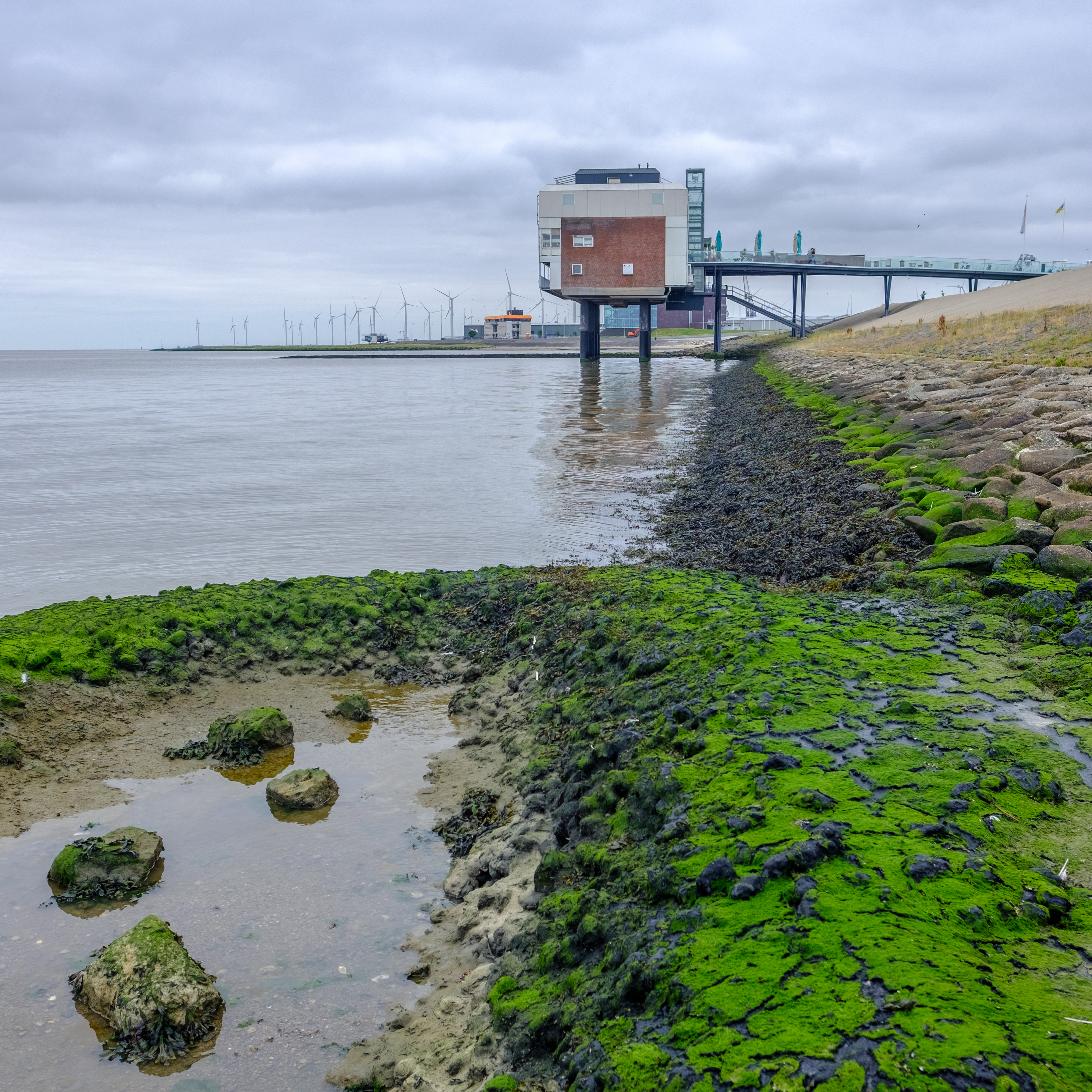
Gezien vanuit het westen (2021)
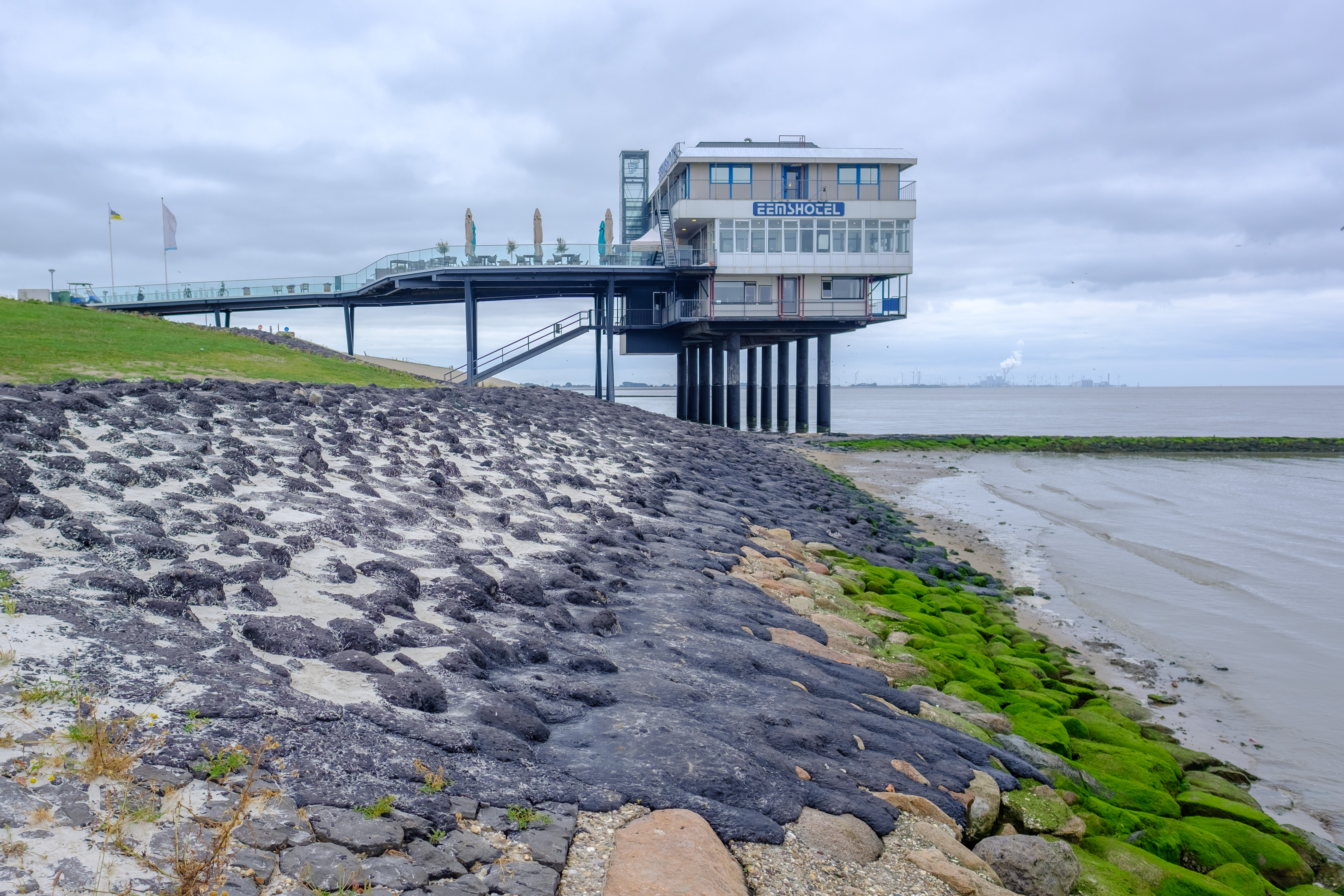
Het Eemshotel vanuit het Oosten bezien..
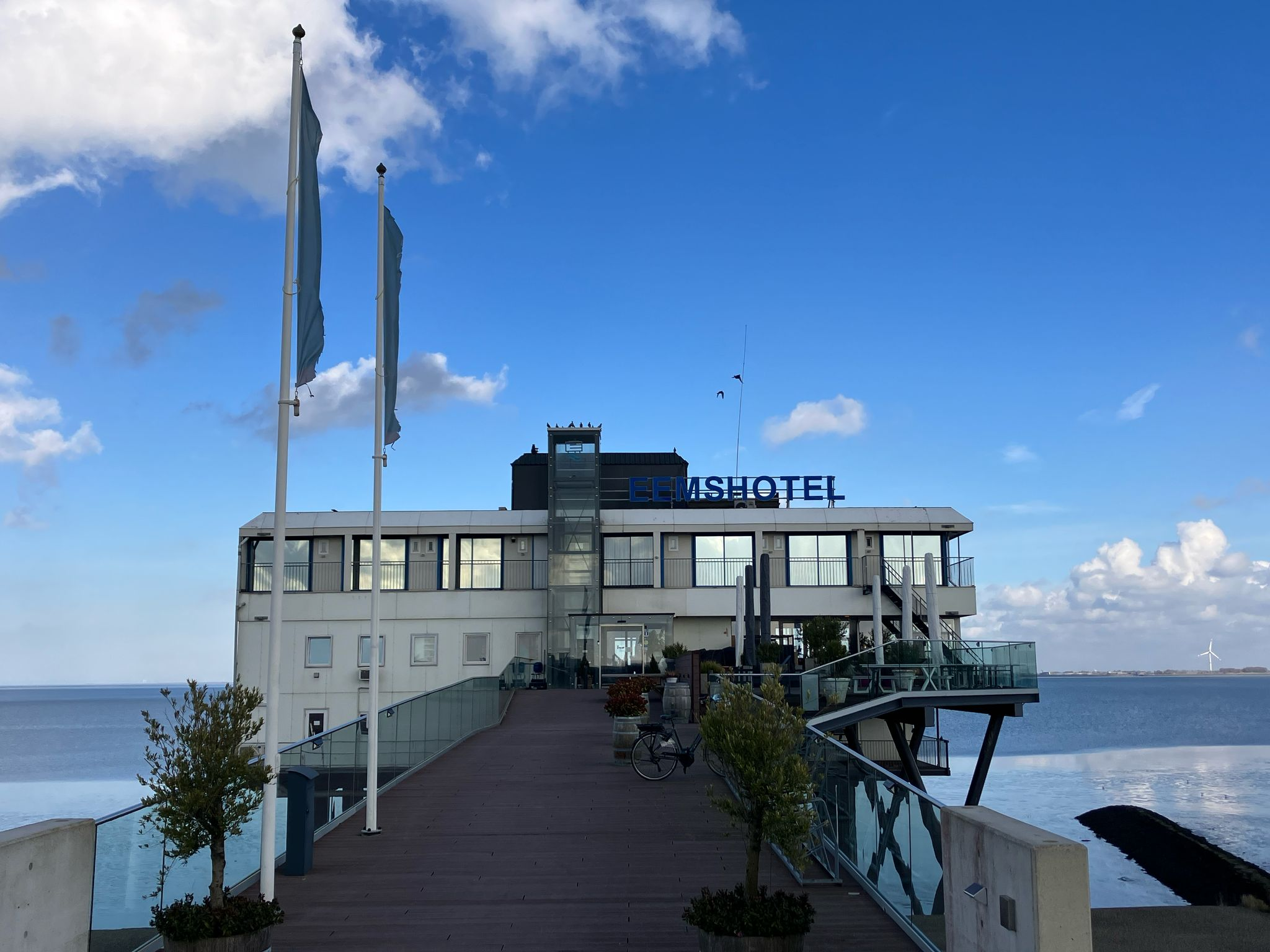
Het Eemshotel in 2025.